# Conyza canadensis
Conyza canadensis é uma espécie de planta com flor pertencente à família Asteraceae. 
A autoridade científica da espécie é (L.) Cronquist, tendo sido publicada em Bulletin of the Torrey Botanical Club 70(6): 632. 1943.
Os seus nomes comuns são avoadinha ou avoadinha-do-canadá.

## Portugal
Trata-se de uma espécie presente no território português, nomeadamente em Portugal Continental, no Arquipélago dos Açores e no Arquipélago da Madeira.
Em termos de naturalidade é introduzida nestas zonas, sendo considerada uma espécie invasora.

## Protecção
Não se encontra protegida por legislação portuguesa ou da Comunidade Europeia.